# Tale of Us
Ne pas confondre avec l'album Tales of Us de Goldfrapp.
Tale of Us est un duo de disc jockeys et producteurs italiens, installé en Allemagne. Composé de Carmine Conte et Matteo Milleri, la carrière du groupe démarre réellement vers 2011. Quatre ans plus tard, le duo est élu « meilleur DJ » par Mixmag.

## Histoire
Carmine Conte est né à Toronto, au Canada, et Matteo Milleri à New York. Ils rejoignent l'Italie lors de leur jeunesse. Ils se rencontrent en 2008 lors d'études d’ingénieur du son. Ils vivent un temps à Milan, mais déçus par cette ville, ils partent pour Berlin. Chacun de leur côté, ils sortent des EP sur le label Barraca Music. Dès 2011, Seth Troxler reprenant régulièrement un des remix réalisé par le duo, celui-ci se fait remarquer et commence à émerger,.
Le duo supervise la programmation de la discothèque DC10 d'Ibiza et se produit comme « DJ résident » dans ce même club lors de l'été 2015,. Celui ci sera suivi par des prestations sur la même île d'Ibiza, au Space ainsi que l'Amnesia,. Ils signent peu après chez R&S Records puis commercialisent North Star / Silent Space, le premier single sous ce label. À la fin de l'année, ils sont nommés « meilleurs DJ 2015 » par la rédaction du magazine Mixmag, ; ce même magazine précise que Tale of Us a « dominé » l'année.
C'est en 2016 que Carmine Conte et Matteo Milleri inaugurent leur nouveau label AfterLife avec une compilation intitulée Realm of Consciousness. Le 2 juillet 2018, Tale of Us joue à l'aéroport de Paris-Charles-de-Gaulle pour Cercle. Ils apparaissent à partir du 24 juillet 2018 de la même année dans la mise à jour « Nuits blanches et marché noir » de Grand Theft Auto: Online où il mixent au sein d'une boîte de nuit achetable par le joueur. Leurs compilations peuvent être entendues dans le jeu et notamment dans la boite de nuit.
En avril 2020, Tale of Us sort sa nouvelle compilation Unity de 31 titres. Tous les bénéfices seront reversés au fonds d’urgence de soutien au personnel médical qui lutte contre le Covid-19 en Lombardie. La même année, pour le jour de ses 33 ans, Matteo annonce son projet solo sous l'alias Anyma, sans pour autant mettre de côté sa collaboration avec  Carmine. C'est un projet global et pluridisciplinaire qui allie musique, technologie et art numérique, avec un nouveau single Angel 1. 
En janvier 2021, ils sortent une deuxième édition de leur compilation : Unity Pt. 2. Celle-ci regroupe 25 titres, toujours dans un style entre la techno, la house progressive et la trance, dans l’ambiance hypnotique emblématique du label. Le 12 novembre 2021, Carmine Conte sort son premier EP intitulé One sous l'alias MRAK, marquant à son tour ses débuts en solo sans son partenaire habituel. En juillet 2022, ils sortent la troisième édition de leur compilation Unity Pt. 3. Les recettes générées de cette compilation seront reversées à deux causes :  L’UNICEF en Ukraine et Planned Parenthood, une organisation qui protège les droits fondamentaux.

## Discographie

### Albums studio
- 2017 : Endless
- 2017 : Endless Remixes

### EP
- 2011 : Dark Song
- 2013 : Another Earth
- 2015 : North Star / Silent Space

### Splits
- 2013 : Fresh Water (avec the/Das)
- 2014 : Concor (avec Vaal)
- 2017 : Monument (avec Vaal)

### Singles
- 2015 : Astral (avec Mind Against)
- 2017 : Monument Remixes (avec Vaal)